# موتوکی نیشیمورا
موتوکی نیشیمورا (انگلیسی: Motoki Nishimura؛ زادهٔ ۸ ژوئن ۱۹۴۷) جودوکار اهل ژاپن بود.